# Zamek-Pałac w Alaquàs

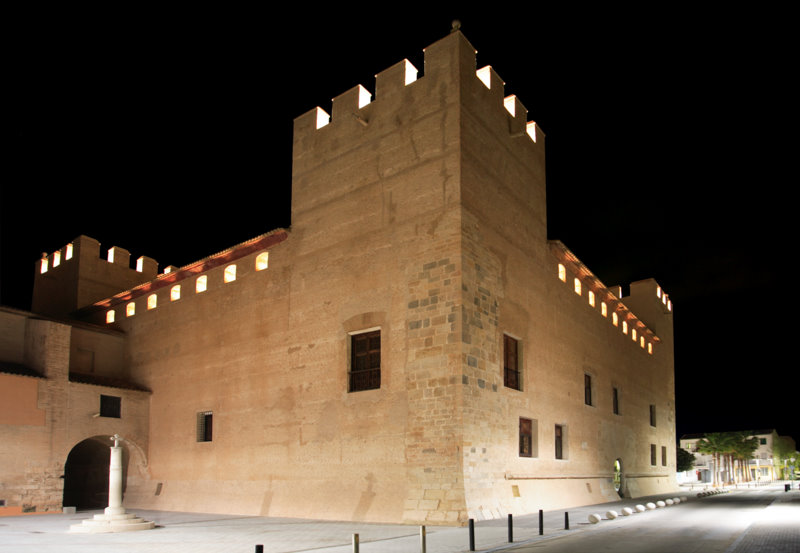
Zamek w Alaquàs z zewnątrz

Zamek-pałac Alaquàs, zamek Czterech Wież lub Pałac Aguilar – rezydenca szlachecka zbudowana w XVI wieku. Znajduje się w Alaquàs (Walencja) w Hiszpanii.
Jest to pałac-zamek o charakterystyce mieszkalnej, z kasetonowymi sufitami w pokojach, kafelkami i dekoracjami oraz ważnymi elementami architektoniczni z okresu renesansu. Brakuje jednak zewnętrznych znaków, charakterystycznych dla czasów, gdy dominowała siła i zdolność obronna.
Został ogłoszony zabytkiem historycznym i artystycznym 21 kwietnia 1918 r. oraz miejscem zainteresowania kultury 1 grudnia 1999 r.

## Historia
Po podboju Królestwa Walencji przez monarchę Jakuba I Zdobywcy w 1238 r., król nadawał prawa wolnościowe oraz rekompensaty rycerzom, którzy mu towarzyszyli i pomagali. Jednym z nich był Bernat de Castelló z Katalonii, któremu w nagrodę za zasługi król przyznał jemu i jego ludowi miejsce Alacuás, niedaleko Walencji, ze wszystkimi ich prawami.
Od 1373 r. Rodzina Vilaragut posiadała władzę nad Alaquàs przez prawie sto lat i która, zgodnie z pozostałościami znalezionymi przez archeologów, znajdowała się w pierwszym budynku zbudowanym w XIV wieku na terenie obecnego zamku. W ciągu następnych sześćdziesięciu lat różni właściciele byli właścicielami lordostwa, aż do pierwszych dziesięcioleci XVI wieku. Jaime García de Aguilar, głowa rodziny prawników, którzy zajmowali wysokie stanowiska w czasach króla Jana II Aragonii, objął w posiadanie Plaza de Alacuás w 1501 roku.
Sukcesywnie, podczas XVI wieku, dzięki wzrostowi dochodów rodzinnych, zaczęto budowę pałacu-zamku Aguilar i zaprojektowano jego ogólną wizję, który sprowadzał się do wizji zarówno zewnętrznej, jak i wewnętrznej części pałacu. Po śmierci Jaime’a Garcii lordostwo przeszło na jego synów, ostatecznie pozostając w rękach Lardo Pardo de la Casta, wnuka Jaime’a, jako jedynego spadkobiercy.
W pierwszych latach XVII wieku Pardo de la Casta zauważył, że sytuacja społeczno-ekonomiczna wsi się pogarsza. Wyjściem okazała się służba dla księstwa Mediolanu, gdzie poświęcił się dla kariery wojskowej na terytoriach hiszpańskich. Félix Pardo de la Casta, następny spadkobierca majątku Alacuás próbował zintegrować ziemię z włoskim miastem Cremona. Wkrótce po przyjeździe poślubił Margherite de Lodi, córkę jednej z zamożnych rodzin w regionie. D. Félix był gubernatorem i kastylijskim z Cremony przez trzynaście lat, a dzięki małżeństwu i pozycji zajmował ważne miejsce w mieście, stając się ważnym mecenasem artystycznym, który ostatecznie skonsolidował w Cremonie włoską część rodziny Pardo de la Casta-Manfredi.
W przeciwieństwie do swoich przodków, Félix Pardo de la Casta mieszkał do końca życia w Cremonie i nigdy nie wrócił do Alaquàs. Zmarł w 1688 r. Jego córka, Margarita Pardo de la Casta, poślubiła markiza Giana Battistę Manfrediego, przekazując swoim spadkobiercom prawa do zwierzchnictwa Alaquàs, dzięki czemu wieś została zjednoczona przez włoskich administratorów, aż do zniknięcia jurysdykcji władczych w XIX wieku. Ostatnim szlacheckim właścicielem był markiz de la Casta y de Manfredi, baron Bolbaite, który sprzedał go w XIX wieku. Odstąpienia dokonano na korzyść osób nieposiadających statusu szlachty. Zamek i wszystkie jego ziemie zostały poddane następnie szeregowi przekształceń i zastosowań, które były szkodliwe dla utrzymania dobrego stanu i konserwacji tego budynku.
Na początku XX wieku własność zamku przechodziła na różnych posiadaczy. Wśród nich wyróżnia się postać Julio Giméneza Llorca, który sprzedał zamek oraz Vicente Gil Roca, biznesmena, który chciał go zburzyć.
Wiadomość o rozbiórce zamku dotarła do „Walenckiego Centrum Kultury”, podmiotu, który powołano w 1918 r. Wszystkich walenckich artystów, architektów i uczonych zachęcano ich do powielania i gromadzenia informacji bezpośrednio związanych z budynkiem: rysunków, fotografii, planów, danych i wiadomości. Chodziło o zebranie materiału i ujawnić go w formie publikacji. Działania miały na celu uniknięcie rozbiórki zamku. Dzięki ujawnieniu publikacji z wszelkiego rodzaju materiałami graficznymi i danymi historycznymi, możliwe było opublikowanie małej książki zatytułowanej „El Palau Senyorial d’Alaquàs” autorstwa José Manuela Cortiny Péreza i Vicente Ferrána Salvadora w 1921 r. aby wstrzymać pierwsze próby rozbiórki budynku. Dzięki różnym protestom i wysiłkom osób, takich jak Mariano Benlliure, który za pośrednictwem Królewskiej Akademii Sztuk Pięknych w San Fernando de Madrid udało się zmusić Alfonsa XIII do podpisania aktu Królewskiego Zakonu 26 kwietnia, zgodnie z którym budynek został ogłoszony Narodowym zabytkiem historii sztuki i jego rozbiórka została wstrzymana.
Pomimo zatrzymania rozbiórki w 1928 r. Północno-zachodnia wieża została rozebrana, ponieważ groziło jej zawalenie na okoliczne domy.
W pierwszych latach XX wieku pałac był własnością Vicente Gil Roca. Po śmierci pozostawił dziedzictwo swojej rodzinie, które stopniowo nabyła rodzina Lassala. Od 1922 roku był wynajmowany przez panią Isabel González de Lassala, do 1940 r., Kiedy została przejęta przez tę samą rodzinę Lassala.
Pierwsza demokratyczna rada miasta w kwietniu 1979 r., Której przewodniczył Albert Taberner, rozpoczęła długi proces mający na celu odzyskanie zamku jako przestrzeni publicznej. Na rodzinie Lassala wymuszono minimalne godziny otwarcia dla społeczności. Wtedy także pojawiły się pierwsze oferty zakupu zamku przez Urząd Miasta.

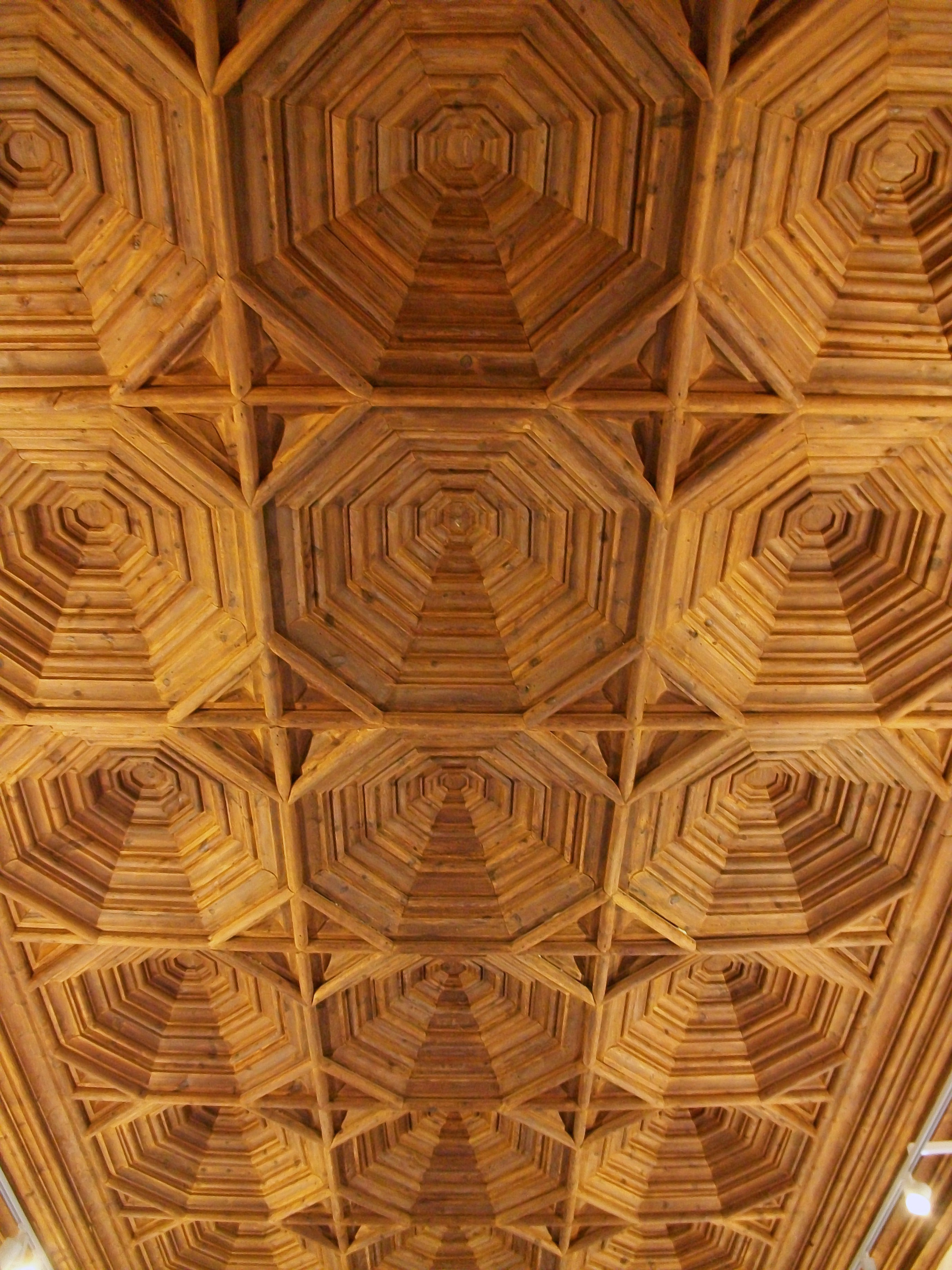
Sufit kasetonowy w pokoju La Nueva w zamku Alaquàs

W 1999 r. Rada miasta Alaquàs rozpoczęła niezbędne kroki w celu zdefiniowania publicznego użytkowania zamku niezależnie od jego własności. Podczas sesji plenarnej korporacji w dniu 13 czerwca 2002 r. przegłosowano zgodę na wywłaszczenie zamku i prośbę do rady prowincji Walencji o zgodę na szybkie zajęcie budynku. Rada zatwierdziła zgodę 19 listopada. Ostatecznie, 3 stycznia 2003 r., przy wsparciu i aprobacie wszystkich organów administracji publicznej, rada miasta zajęła zamek i po wiekach prywatnej własności obiekt przeszedł w ręce publiczne.
W dniu 28 lutego 2003 r. Drzwi zamku zostały po raz pierwszy otwarte dla wszystkich mieszkańców, prowadzone są wewnątrz m.in. różne działania kulturalne, takie jak koncerty lub wystawy. Wystawą, która otworzyła działalność kulturalną, był „Picasso na zamku”, uzupełniony programem teatralnym i muzycznym, takim jak przesłuchanie Stradivarius el Cremonese w 1715 r., podarowane przez miasto Cremona, miasto partnerskie Alaquàs.
Rada miasta postępowała zgodnie z głównym planem budynku oraz projektem odbudowy i restauracji zamku, a także stropów kasetonowych i elementów ceramicznych. Podczas realizacji tego planu znaleziono ważne odkrycia, takie jak nieznana wcześniej ceramika ozdobna o dużej wartości. Renowacja, ukończona 19 marca 2007 r., obejmowała przebudowę czwartej wieży, którą rozebrano na początku XX wieku. Obecnie zamek jest centrum kulturalnym z różnymi usługami, takimi jak szkoła dla dorosłych Enric Valor, siedzibą lokalnej Fundacji Ernesta Llucha oraz biblioteką.
W 2018 r. Odzyskano gotyckie kafelki z zamku Alaquàs, które miały zostać sprzedane online.

## Opis techniczny budynku

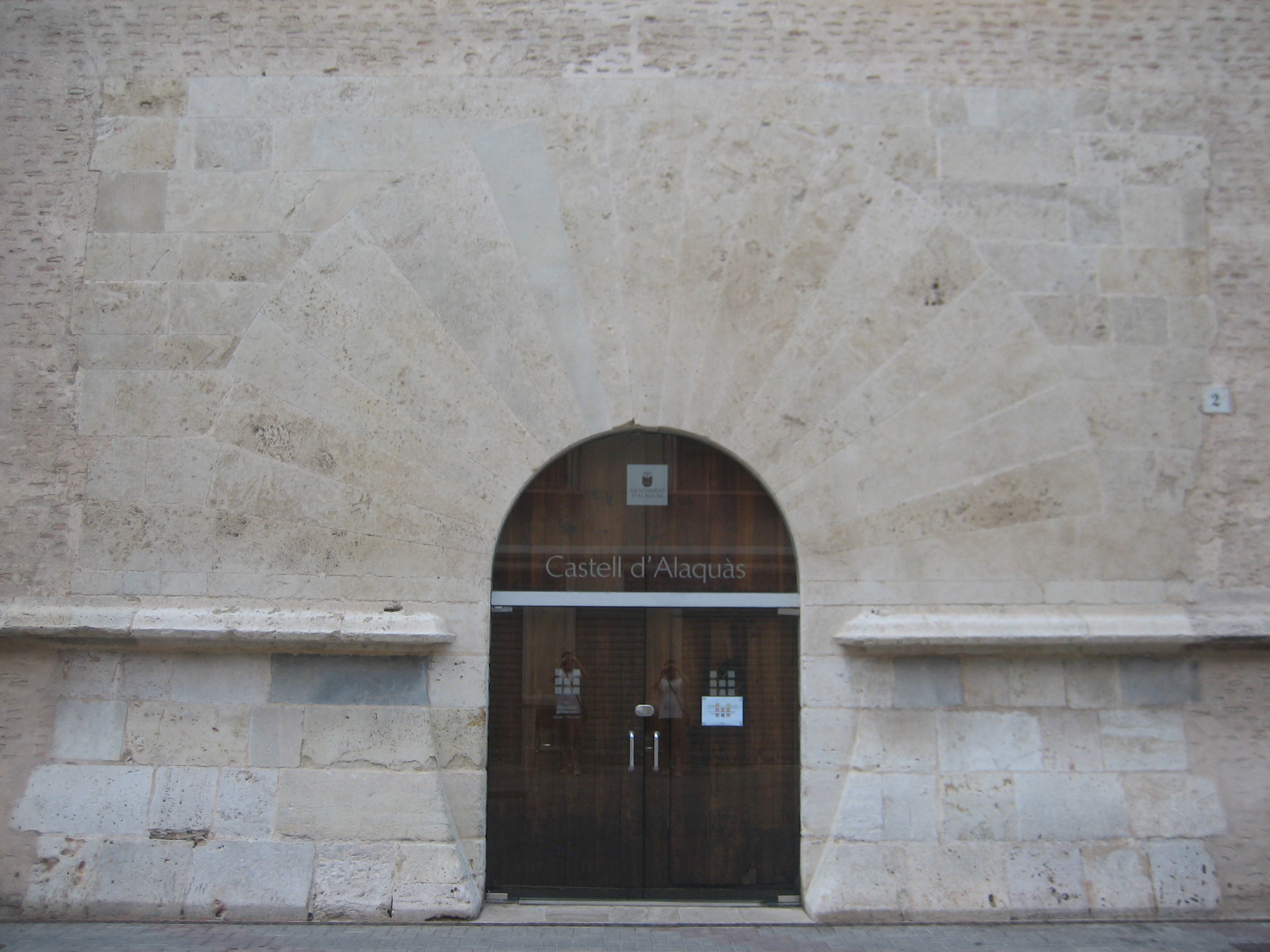
Brama Zamkowa

Zamek stoi na kwadratowej działce o długości 38,90 metrów z każdej strony, dlatego jego powierzchnia wynosi
1513 metrów kwadratowych. Brama wejściowa jest w formie krużganku i prowadzi bezpośrednio na dziedziniec. Cokół i cztery ściany zamku są zbudowane z ciosu, dzięki czemu konstrukcja nie jest jednolita. Pozostałe części budynku, co może być zaskakujące, są zaadaptowane z poprzednich konstrukcji znajdujących się na miejscu obecnego zamku.
Istnieją cztery piętra budynku:

### Parter

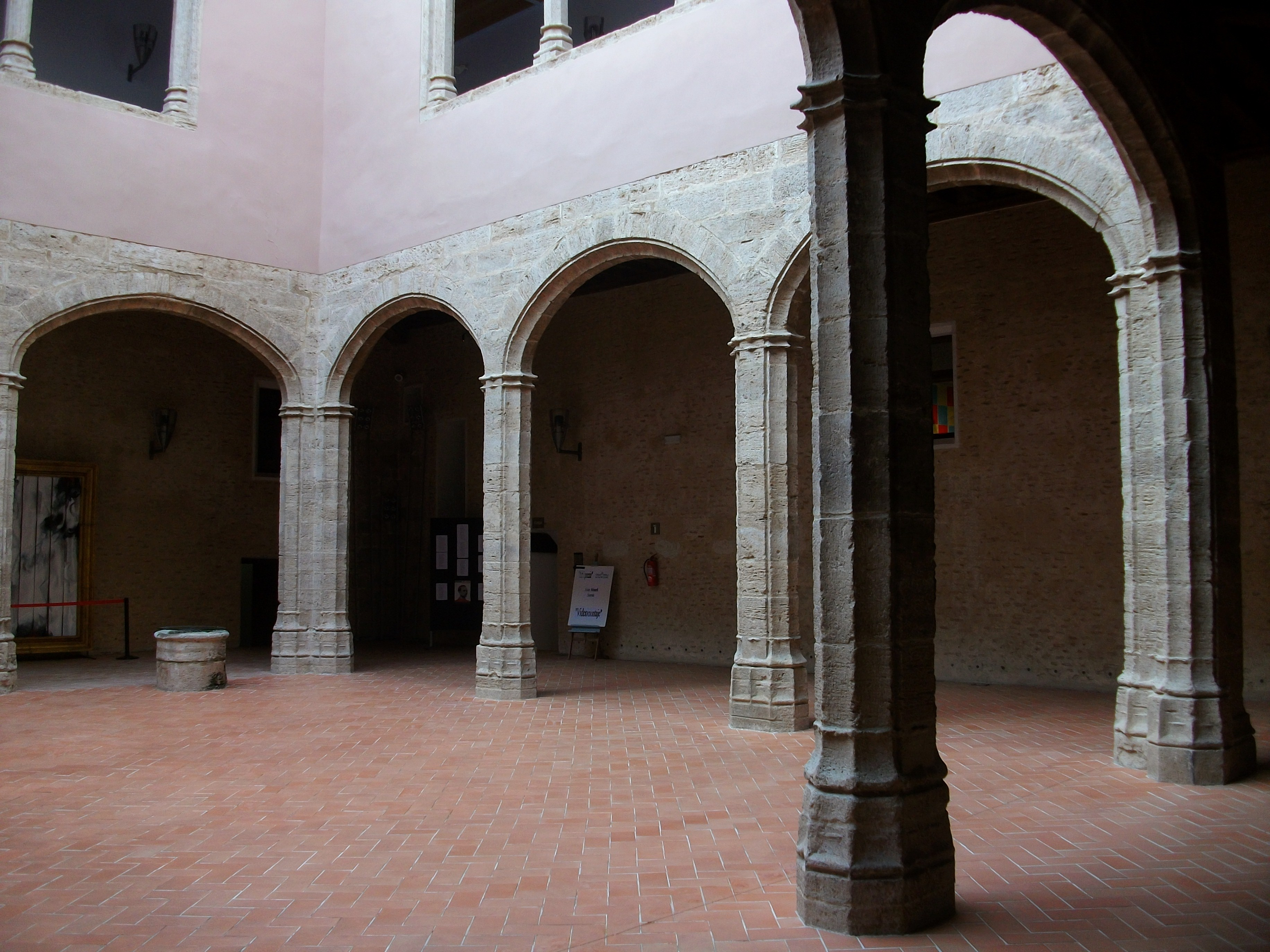
Dziedziniec zamku Alaquàs

Największa część budynku znajduje się znacznie poniżej poziomu ulic, tworząc półpiwnicę, w której wcześniej znajdowały się stajnie, olejnie i winnice. Do najważniejszych elementów tej części należą proste schody, które zapewniają dostęp do antresoli, zbudowanej z bloków murowanych, a także kasetonowy sufit w holu i portyk.

### Półpiętro
Ta część budynku jest doceniane ze względu na bogactwo delikatnych rzeźbień niektórych wewnętrznych drzwi komunikacyjnych, kasetonowe sufity oraz charakterystyczny układ okien.

### Pierwsze piętro

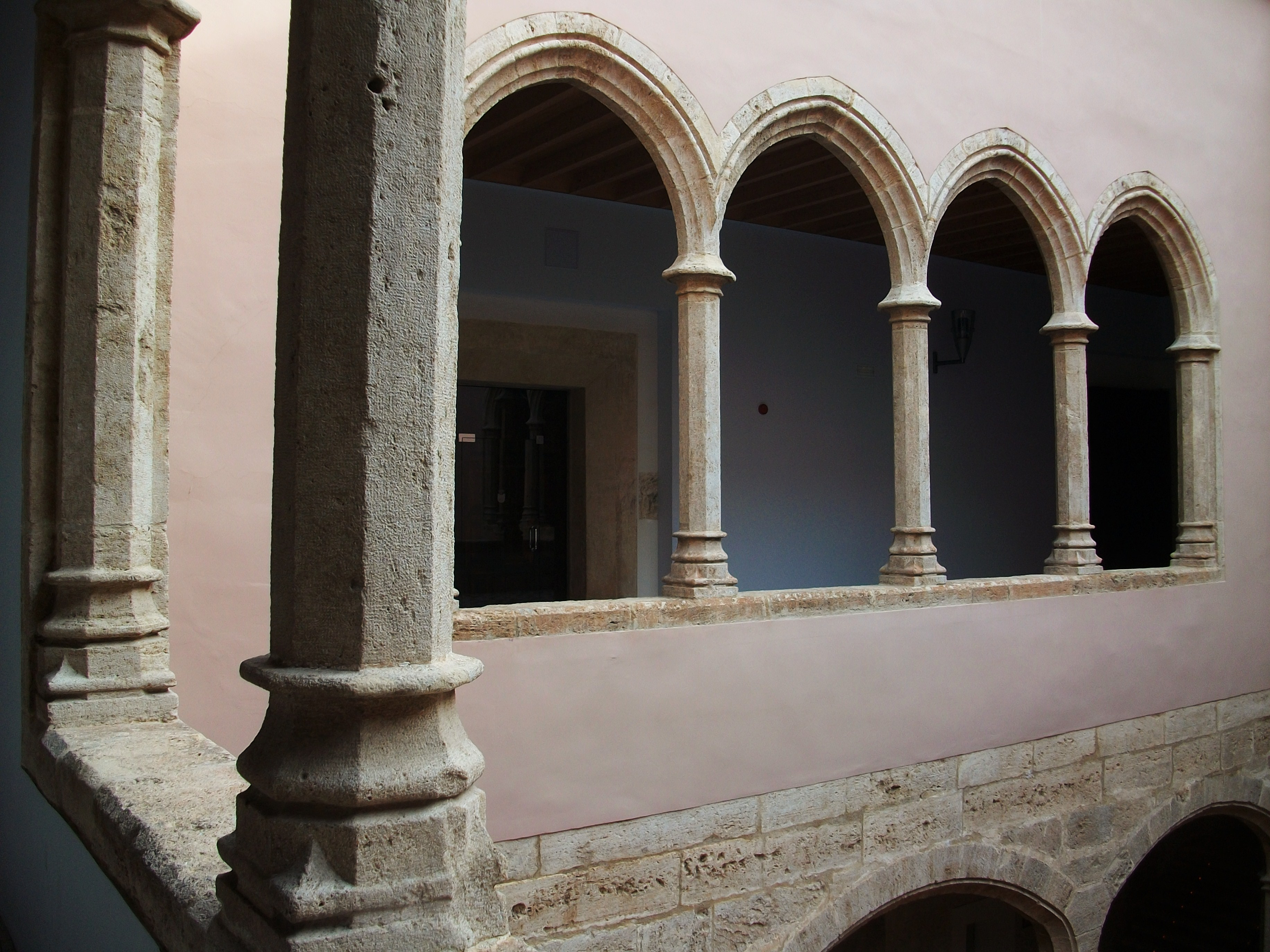
Łuki górnej galerii na dziedzińcu zamku Alaquàs

Na pierwszym piętrze znajdują się najszlachetniejsze i najważniejsze cechy zamku, do których należą niedokończone główne schody. Ostre łuki i kolumnady, które integrują zamek z galerią widoczną na patio, są niezwykle delikatne.
Także tam znajduje się dostęp do trybuny, o grubości muru z którą zamek miał bezpośrednie połączenie z kościołem Wniebowzięcia NMP. Jest to świadectwo patronatu, jaki właściciele w Alacuás sprawowali nad wspomnianym kościołem. Na zachodniej fasadzie znajduje się duże pomieszczenie, przypuszcza się, że mogło być główną jadalnią i kuchnią z ogromnym kominkiem.

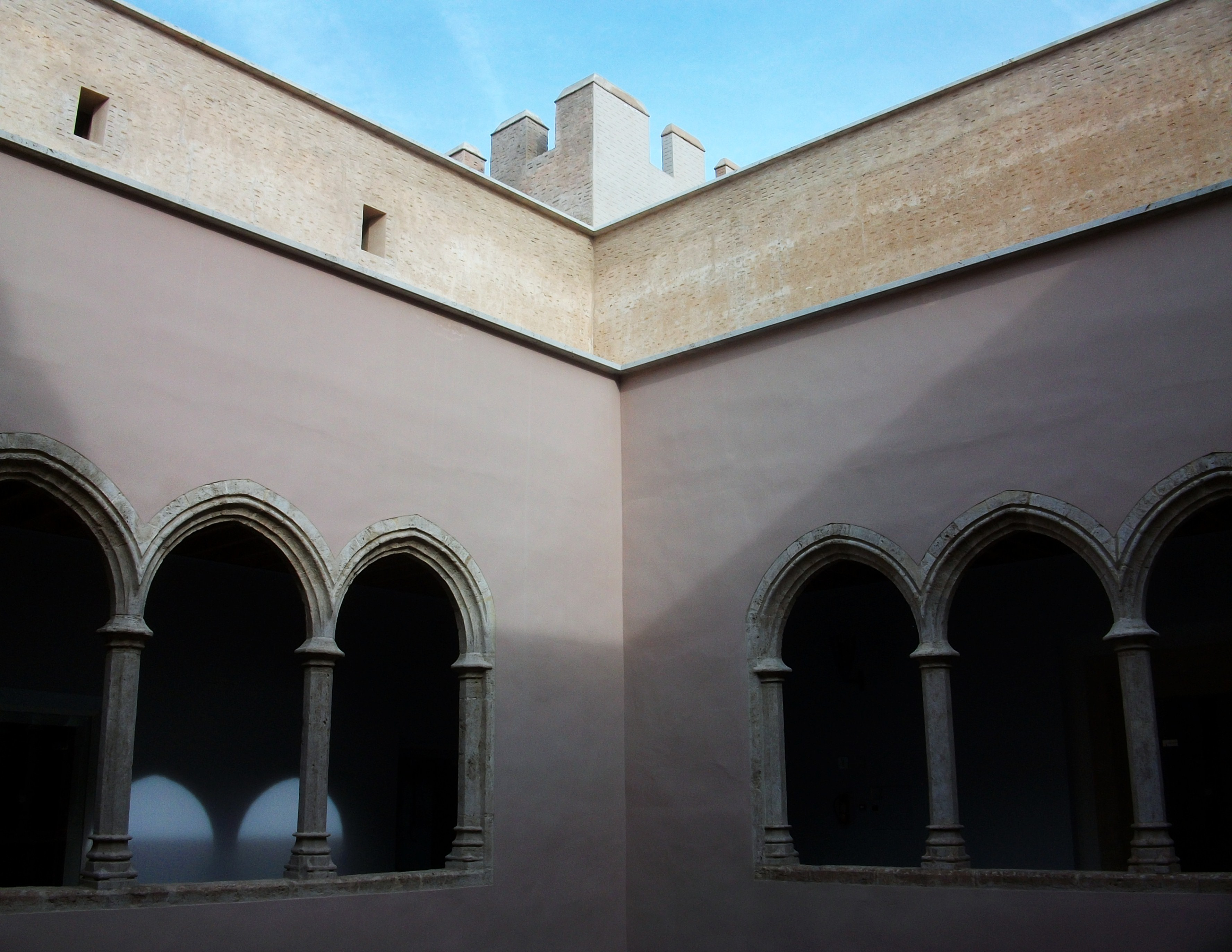
Galeria zamkowa

Na wschodniej fasadzie znajduje się dostęp do głównej największej sali; wysokość sufitu sięga tam 7,33 metra, przykryty jest bogatym i imponującym kasetonem. Możemy również zobaczyć bogate kasetonowe sufity w innych pokojach na tym piętrze zamku.

### Czwarte piętro
Przeznaczone na spichlerze i pomieszczenia dla sług, obecnie jest całkowicie wyburzony. Na czwartym piętrze wznoszą się cztery okalające wieże (jedna z nich jest obecnie przebudowywana), które po bokach zamku osiągają wysokość około 25 metrów.
W szczególności należy wspomnieć o ważnych pozostałościach spiczastych, mudejarskich i renesansowych płytek na podłogach, które nadal możemy podziwiać, świadczą one o istnieniu jakiejś konstrukcji przed zamkiem i długim okresie czasu, w którym zainwestowano w jego budowę.

## Jedwabny Szlak
Przemysł rzemieślniczy, szczególnie produkcja jedwabiu była główną częścią przychodów pierwszych pokoleń zamieszkujących w Alaquàs. Lata muzułmańskiej okupacji tego terytorium nie zmieniły produkcji tak znacząco jak zasobów kultury. Ani poddanie się Balansiya Jakubowi I, ani późniejsze wydalenie Maurów nie zakłóciły produkcji jedwabiu w Alaquàs. Velluters, kluczowy cech przy budowie Lonja de la Seda w Walencji, który dał bogactwo i blask Królestwu Walencji, również zaopatrywali się tu w surowce. Przez lata istniało wiele przykładów świadczących o istnieniu drzew morwy na polach, hodowli gąsienic do wyrobu jedwabiu i sprzedaży ich walencyjskim velluters. Wasale i panowie mieli znaczne dochody z tej uprawy i jej transformacji, a Pałac Castillo był także centrum produkcyjnym.

## Kompleksowa renowacja (2005-2007)[7]

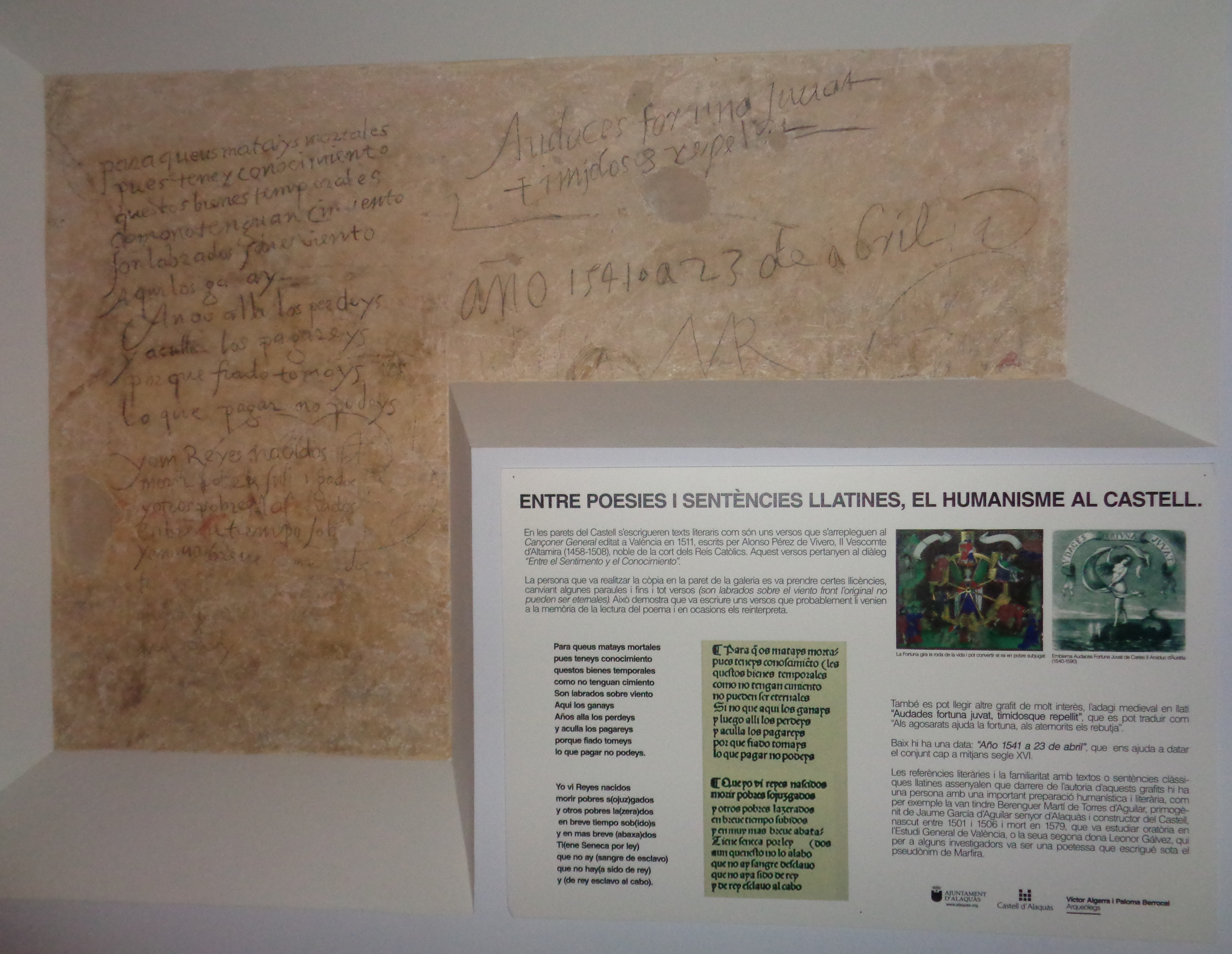
Galeria graffiti

W 2005 r. Rozpoczął się projekt renowacji mający na celu utrwalenie konstrukcji monumentu.
Sufity kasetonowe odzyskały swój pierwotny wygląd, usunięte zostały z czasem wszystkie warstwy starej farby, pomalowano tymi z tworzywa sztucznego i aby wzmocnić pierwotne. Na piętrze umieszczono nową podłogę z żelaznymi belkami, które pełnią funkcję zbrojenia. Najbardziej zniszczone obszary kasetonowych sufitów zostały przywrócone zgodne z informacjami historycznymi w XVI, także zastosowano specjalne zabiegi w celu odbudowy i ochrony.
Graffiti z XVII i XVIII wieku zostały szczegółowo skatalogowane z reprodukcjami wykonanymi między innymi przez lokalnych malarzy.
Na dziedzińcu przywrócono wszystkie otwory oryginalnej konfiguracji, eliminując z zestawu neogotyckie ramy dodane do okien patio przez poprzednich właścicieli, aby nie tworzyć fałszywego, historycznego obrazu.

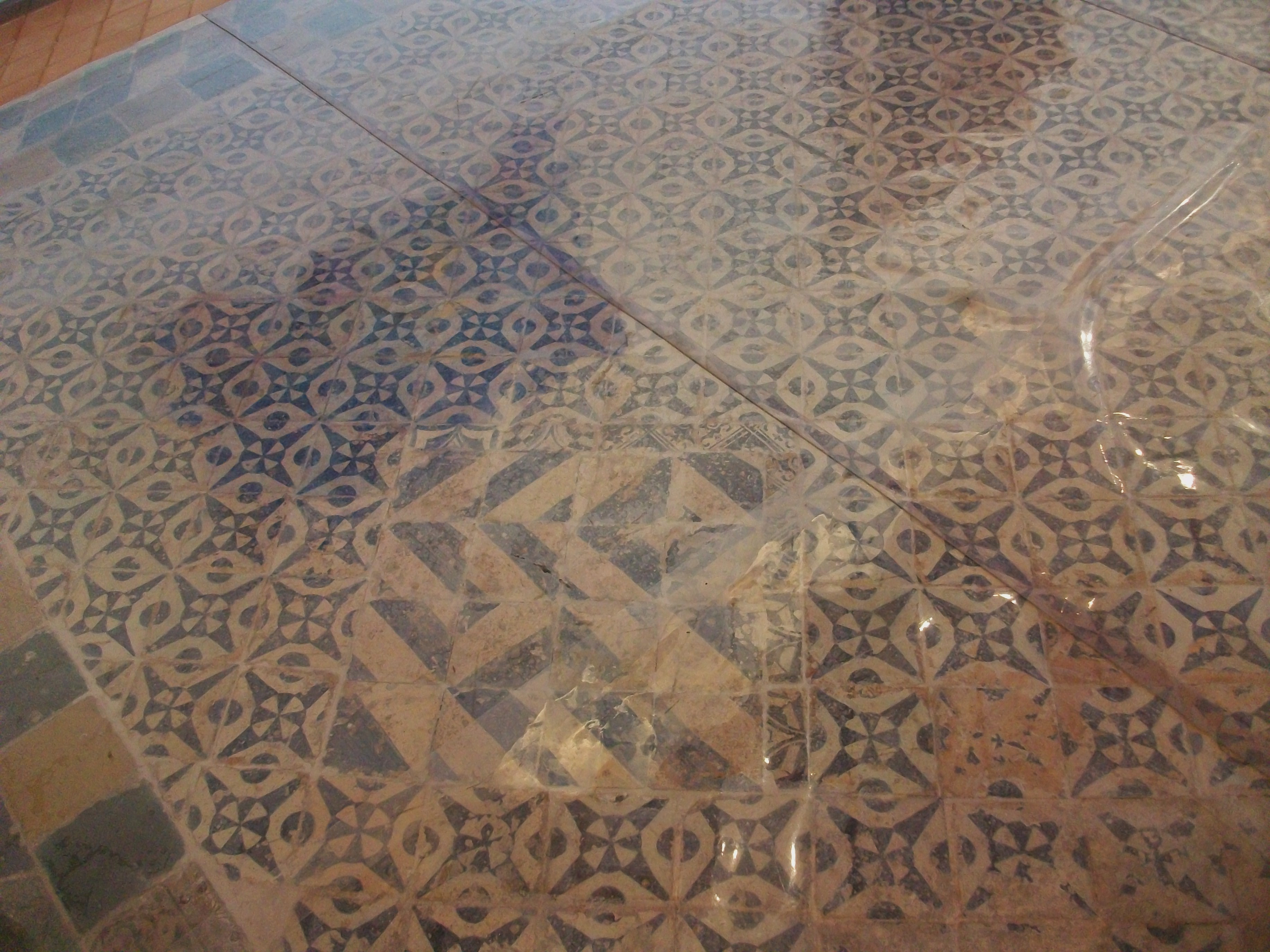
Ceramiczne podłogi w jednym z pokoi w zamku Alacuás

Zachowany do dziś chodnik ceramiczny został odnowiony i wzmocniony, aby zagwarantować jego konserwację. Dyrektor Narodowego Muzeum Ceramiki i Sumptuary Arts González Martí, Jaume Coll, skatalogował w sumie 275 typologii; najważniejsze z nich znajdują się „in situ” w różnych pokojach. Większość chodnika znajdującego się w galerii, który zniknął w latach poprzedzających przejęcie budynku przez miasto, została zastąpiona nowym chodnikiem, który jest zgodny z kolorystyką typowo renesansowych płytek z XVI wieku, w pomieszczeniach na głównym piętrze.
Odnowienie górnego tarasu stworzyło nową przestrzeń, która wraz z czterema pokojami stanowi miejsce dla nowych uczniów Publicznego Centrum Szkolenia Dorosłych „Enric Valor” w Alaquàs. Ogromne znaczenie miało przywrócenie głównych schodów do pierwotnego miejsca, przymocowanie ich do dziedzińca, oznaczonego renesansowymi kanonami, eliminującego niewłaściwe schody, które zostały zbudowane przy głównym wejściu do budynku w połowie XX wieku i zmniejszyły funkcjonalność sąsiednich pokoi, przerywając bezpośrednią ścieżkę z patio.
Renowacja miała na celu uczynienie z Zamku przestrzeni do użytku kulturalnego i edukacyjnego, usprawniając wszystkie obszary, które nie były w dobrym stanie, aby uczynić z budynku przestrzeń dla mieszkańców.
Stworzono nowe przestrzenie, takie jak sale wystawowe.
Na pierwszym piętrze, znajduje się obecnie „Sala La Nova”. Jest najważniejszą ze wszystkich sal wystawowych, w której mieszczą się najwybitniejsze kolekcje sztuki docierające do Zamku.
„Sala La Torre”, usytuowana na antresoli, jest przystosowana do organizowania wystaw o różnych treściach.
Półpiwniczne pomieszczenie, Sala Vilaragut, jest wyposażone i przeznaczone na wystawy, znajdujące się na trzech poziomach. W ostatnim znajduje się cysterna, obecnie przestrzeń dla gości, wcześniej służąca jako zbiornik na wodę.
„Sala de la Xemeneia” to duża sala przekształcona w wielofunkcyjną przestrzeń, przygotowana do organizacji konferencji, projekcji audiowizualnych i wydarzeń publicznych.
„Sala 28 de Febrer”, upamiętniająca dzień otwarcia zamku dla publiczności, jest teraz nową przestrzenią dla różnych wystaw i wydarzeń kulturalnych.
„Sala Cremona”, nazwana na cześć partnerstwa między miastami Alacuás i Cremona, jest miejscem organizacji wszelkiego rodzaju imprez ze względu na otwartą strukturę.
Renowacja odbyła się dzięki wkładom gospodarczym rządu centralnego w wysokości 2,4 miliona euro, z kulturalnego 1% ministerstw rozwoju i kultury, z ministerstwa administracji publicznej, 2,2 miliona funduszy federalnych i 450 000 euro z Generalitat Valenciana.

## Nowe funkcje

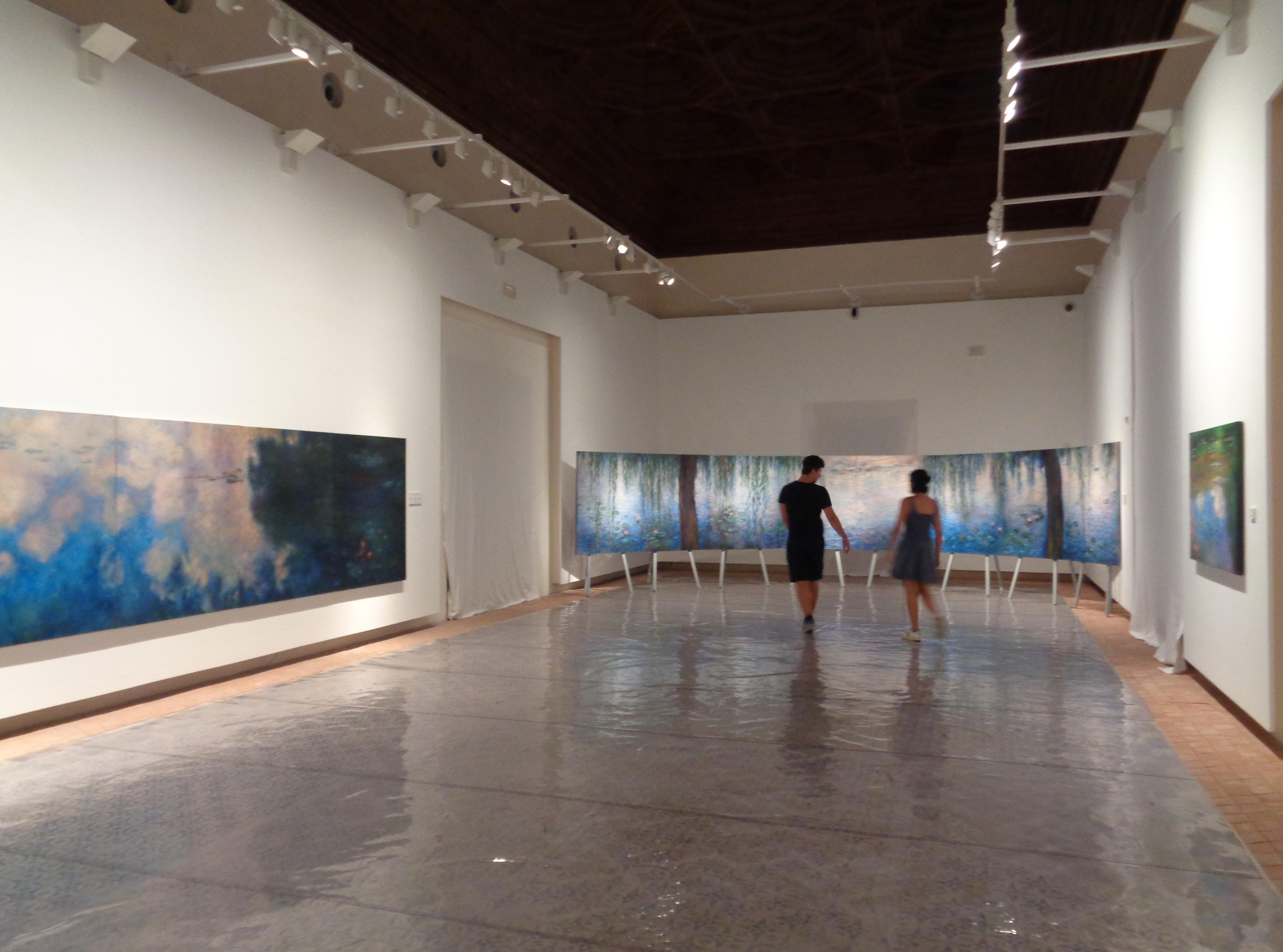
Pokój La Nova

Pod koniec renowacji Pałacu-Zamku 19 marca 2007 r. W wielu przestrzeniach zmodyfikowano podstawowe i nieaktualne funkcje, takie jak obecna biblioteka, w której znajdowały się wcześniej stare stajnie, wyposażona w cały zestaw źródeł bibliograficznych dotyczących lokalnej historii Alaquàs, renesans walencki i zamek Alaquàs, a ponadto różne opcje zagospodarowania przestrzennego zamku przeprowadzone przed restauracją. Skupia się przede wszystkim na badaniach, ale także na rozpowszechnianiu dziedzictwa bibliograficznego i artystycznego jako dynamicznego centrum lokalnego funduszu o wyraźnie dydaktycznym zadaniu, dla lokalnych ośrodków edukacyjnych, kolektywów i stowarzyszeń kulturalnych.
Na antresoli, tak zwanej Sala La Torre, umożliwiono stworzenie przestrzeni wystawienniczej, a także stworzenie przestrzeni do zlokalizowania siedziby Walencji Fundacji Ernest Lluch oraz jej najważniejszych działań.